# Erfreute Zeit im neuen Bunde
Erfreute Zeit im neuen Bunde (BWV 83) ist eine Kirchenkantate von Johann Sebastian Bach. Er komponierte sie in Leipzig für das Fest Mariae Reinigung und führte sie erstmals am 2. Februar 1724 auf.

## Geschichte und Worte
Bach schrieb die Kantate in seinem ersten Jahr in Leipzig für das Fest Mariä Reinigung und führte sie am 2. Februar 1724 erstmals auf. Die vorgeschriebenen Lesungen waren Mal 3,1–4  und Lk 2,22–32 , die Darstellung des Herrn. Das Evangelium erwähnt kurz die Reinigung Marias und geht ausführlich auf Simeon ein, dem prophezeit wurde, er werde nicht sterben, bevor er den Messias gesehen habe.
Sein Lobgesang Nunc dimittis („Herr, nun lässest du deinen Diener in Friede fahren“) ist fester Bestandteil der Komplet und des anglikanischen Evensong. Der unbekannte Textdichter behandelt nur diesen Aspekt des Festes und bezieht ihn auf die Situation des eigenen Todes. Der Lobgesang erscheint im 2. Satz wörtlich, ergänzt durch Rezitativ. Satz 3 ist eine Paraphrase von Hebr 4,16 . Satz 4 greift den letzten Satz des Evangeliums auf, der Schlusschoral drückt diesen Gedanken in Martin Luthers Worten aus mit der vierten Strophe seiner Umdichtung von Simeons Lobgesang, Mit Fried und Freud ich fahr dahin.
Das Werk war Bachs erste Kantate zu diesem Fest, er führte es 1727 erneut auf. 1725 komponierte er eine Choralkantate Mit Fried und Freud ich fahr dahin, BWV 125, auf den gesamten Luther-Choral, 1727 schrieb er seine bekannte Solo-Kantata Ich habe genug.

## Besetzung und Aufbau
Die Kantate ist festlich besetzt mit drei Vokalsolisten, Alt, Tenor und Bass, vierstimmigem Chor, zwei Hörnern, zwei Oboen, Solo-Violine, zwei Violinen, Viola und Basso continuo.
1. Aria (Alt): Erfreute Zeit im neuen Bunde
2. Aria (Chorale e recitativo, Bass): Herr, nun lässest du deinen Diener in Friede fahren, wie du gesaget hast – Was uns als Menschen schrecklich scheint
3. Aria (Tenor): Eile, Herz, voll Freudigkeit
4. Recitativo (Alt): Ja, merkt dein Glaube noch viel Finsternis
5. Choral: Es ist das Heil und selig Licht

## Musik
Die erste Da capo-Arie ist reich besetzt mit dem gesamten Orchester. Ihr erster Teil feiert die „erfreute Zeit“. Das Ritornell führt ein Motiv in aufwärts führenden Koloraturen ein, das von der Altstimme übernommen wird. Die Instrumentengruppen konzertieren miteinander, dominiert von virtuoser Figuration der Solo-Violine. Im Mittelteil beschreiben Repetitionen der Violine auf leeren Saiten das Läuten des Totenglöckleins zu den Worten „die Ruhestatt, das Grab“.
Satz 2 ist nach Alfred Dürr einzigartig in Bachs Kantaten. Er enthält den Lobgesang des Simeon, vom Bass im 8. Psalmton gesungen, während die Streicher unisono und das Continuo in kanonischer Imitation begleiten. Nach dem ersten Vers des Lobgesangs werden drei Rezitativabschnitte durch die kanonische Musik gegliedert, dann folgen die weiteren Verse des Lobgesangs. Der Gebrauch des Psalmtons wurde bereits zu Bachs Zeit für altmodisch gehalten.
In Satz 3 spielt die konzertante Violine endlos scheinende Läufe in Triolen, um das Eilen zu illustrieren, die Singstimme übernimmt die Läufe. Ein kurzes Secco-Rezitativ leitet zum vierstimmigen Schlusschoral über. Diesen hatte Bach bereits in seiner frühen Trauerkantate Actus tragicus (1707 oder 1708) eingesetzt.

## Einspielungen
- J. S. Bach: Das Kantatenwerk – Sacred Cantatas Vol. 5. Nikolaus Harnoncourt, Wiener Sängerknaben, Concentus Musicus Wien, Solist der Wiener Sängerknaben, Kurt Equiluz, Max van Egmond. Teldec, 1967.
- Die Bach Kantate Vol. 24. Helmuth Rilling, Gächinger Kantorei, Bach-Collegium Stuttgart, Helen Watts, Adalbert Kraus, Walter Heldwein. Hänssler, 1978.
- J. S. Bach: Complete Cantatas Vol. 8. Ton Koopman, Amsterdam Baroque Orchestra & Choir, Elisabeth von Magnus, Jörg Dürmüller, Klaus Mertens. Antoine Marchand, 1998.
- J. S. Bach: Complete Cantatas Vol. 18. Pieter Jan Leusink, Holland Boys Choir, Netherlands Bach Collegium, Sytse Buwalda, Marcel Beekman, Bas Ramselaar, Brilliant Classics 2000
- J. S. Bach: Cantatas for the Feast of Purification of Mary. John Eliot Gardiner, Monteverdi Choir, English Baroque Soloists, Robin Tyson, Paul Agnew, Peter Harvey. Soli Deo Gloria 2000
- J. S. Bach: Cantatas Vol. 21 - Cantatas from Leipzig 1724. Masaaki Suzuki, Bach Collegium Japan, Robin Blaze, James Gilchrist, Peter Kooij. BIS, 2002.

DVD
- Erfreute Zeit im neuen Bunde. Kantate BWV 83. Rudolf Lutz, Orchester der J. S. Bach-Stiftung, Jan Börner (Sopran), Alex Potter (Altus), Julius Pfeiffer (Tenor), Markus Flaig (Bass). Samt Einführungsworkshop sowie Reflexion von Cornelia Cazis. Gallus Media, 2016.[2]